# Roman Veliki
Roman Veliki ili Roman Mstislavič (ukr. Роман Мстиславич); (1152. – 1205.); je srednjovjekovni ukrajinski knez koji je ukupno politički predvodio četiri staroruska središta; ono novgorodsko (1168. – 1170.), vladimir-volinjsko (1170. – 1187., 1188.), galičko (1188., 1199.) i glavno kijevsko. Roman je bio sin kijevskog kneza Mstislava II. Izjalsaviča i poljske kneginje Agnes. Najveću slavu i priznanje stekao je kroz niz uspješnih borbi s Kumanima u razdoblju između 1197. i 1204. godine te kroz uspješno oslobođenje Kijeva. Ti vojni, ali i pojedini politički uspjesi donijeli su mu opisni naziv «Roman Veliki». Osnovao je srednjovjekovnu dinastiju Romanoviče.

## Politička uloga
Nakon što je u zapadnoj kneževini Galiciji izumrla dinastijska grana Rostislavič iz kijevske dinastije Rurik, knez Roman Mstislavič je 1199. objedinio Galičku i Vladimir-Volinjsku kneževinu u jednu državu pod svojim vodstvom odnosno stvara Galičko-Volinjsku državu (rut. Галицько-Волинське королівство) ili Galičko-Volinjsku Rus'. Knez Roman Mstislavič počeo je graditi bliske odnose s Nijemcima te se žestoko borio protiv Kumana na istočnim granicama ukrajinske države. Nakon što je neočekivano ubijen u borbi s vojskom poljskog plemstva 1205. iza sebe je ostavio dva sina Danila i Vasiljka, koji su bili djeca i nisu odmah mogli preuzeti vodstvo države. Uz pomoć i intervenciju rođaka kneza Mstislava Hrabrog iz Novgoroda, sinovi Romana stasaju u nestabilnim političkim odnosima i preuzimaju nasljedstvo 1219. godine. 

## Vanjske poveznice
- Biografija staroruskog kneza Romana Mstslaviča (eng.)
- УТВОРЕННЯ ГАЛИЦЬКО-ВОЛИНСЬКОГО КНЯЗІВСТВА - РОМАН МСТИСЛАВИЧ (ukr.)